# Dipartimento di Castro Barros
Castro Barros è un dipartimento argentino, situato nella parte settentrionale della provincia di La Rioja, con capoluogo Aminga.
Esso confina a nord con il dipartimento di Arauco, a est con quello di Capital, a sud con il dipartimento di Sanagasta, e ad ovest con quelli di Famatina e San Blas de los Sauces.
Secondo il censimento del 2010, su un territorio di 1.420 km², la popolazione ammontava a 4.268 abitanti, con una diminuzione demografica dell'1,2% rispetto al censimento del 2001.
Il dipartimento, come tutti i dipartimenti della provincia, è composto da un unico comune, con sede nella città di Aminga, e comprensivo di diversi altri centri urbani (localidades o entitades intermedias vecinales in spagnolo), tra cui:
- Agua Blanca
- Anillaco
- Anjullón
- Chuquis
- Las Peñas
- Los Molinos
- Pinchas
- San Pedro
- Santa Vera Cruz